# Epischoenus
Epischoenus es un género de plantas herbáceas  pertenecientes a la familia de las ciperáceas.     Comprende 9 especies descritas y de estas, solo 8 aceptadas.

## Taxonomía
El género fue descrito por C.B.Clarke in W.H.Harvey y publicado en Fl. Cap. 7: 273. 1898. La especie tipo es: Epischoenus quadrangularis (Boeckeler) C.B.Clarke in W.H.Harvey & auct.

## Especies aceptadas
A continuación se brinda un listado de las especies del género Epischoenus aceptadas hasta febrero de 2014, ordenadas alfabéticamente. Para cada una se indica el nombre binomial seguido del autor, abreviado según las convenciones y usos.
- Epischoenus adnatus Levyns
- Epischoenus cernuus Levyns
- Epischoenus complanatus Levyns
- Epischoenus dregeanus (Boeckeler) Levyns
- Epischoenus gracilis Levyns
- Epischoenus lucidus (C.B.Clarke) Levyns
- Epischoenus quadrangularis (Boeckeler) C.B.Clarke in W.H.Harvey & auct.
- Epischoenus villosus Levyns